# Компенсація (психологія)
Компенсація (у психології) — захисний механізм психіки, що полягає в несвідомій чи свідомій спробі подолання реальних і уявних недоліків, відновлення порушеної рівноваги психічних і психофізіологічних процесів шляхом створення протилежно спрямованої реакції або імпульсу. У цьому найзагальнішому розумінні поняття компенсація широко вживається стосовно до різних психічних процесів і функцій. 
Цей термін введений Зигмундом Фрейдом.
Особливий розвиток поняття «компенсація» отримало в ряді напрямків глибинної психології. В індивідуальній психології Альфреда Адлера компенсації приписується роль основного чинника формування характеру і вироблення певної лінії поведінки («життєвого стилю»); компенсація розглядається Адлером як подолання властивих людині тих чи інших рис неповноцінності шляхом розвитку протилежних рис характеру і особливостей поведінки (наприклад, почуття невпевненості в собі може компенсуватися розвитком підвищеної самовпевненості тощо).
За Адлером, різні види компенсації створюють різні «життєві стилі»:
1. Успішна компенсація почуття неповноцінності в результаті збігу прагнення до переваги з соціальним інтересом.
2. Надкомпенсація, яка означає одностороннє пристосування до життя в результаті надмірного розвитку якоїсь однієї риси або здібності.
3. Відхід у хворобу. В цьому випадку людина не може звільнитися від почуття неповноцінності, не може прийти до компенсації «нормальними» способами, він «виробляє» симптоми хвороби, щоб виправдати свою невдачу. Виникає невроз.

Розглядаючи психіку як автономну систему, Юнг називає компенсацією принцип психічної саморегуляції, взаємного урівноваження свідомих і несвідомих тенденцій: так, однобічність свідомої установки приводить, по Юнгу, до посилення протилежних несвідомих потягів, що виражаються, наприклад, в снах, різко контрастують зі свідомими уявленнями.
У нейропсихології — відновлення функції після пошкодження нерва. Тут вживання терміна обмежується ушкодженнями центральної нервової системи, при яких нервові структури безпосередньо не відновлюються, але їх функції виконуються іншими тканинами.

## Гіперкомпенсація
Існує також особливий вид компенсації — гіперкомпенсація — при реалізації якої не просто відбувається позбавлення від почуття неповноцінності, але досягається певний результат, що дозволяє зайняти домінантну позицію по відношенню до інших.